# Champoléon
Champoléon est une commune française située dans le département des Hautes-Alpes, en région Provence-Alpes-Côte d'Azur.
Ses habitants sont appelés les Champoléards.

## Géographie

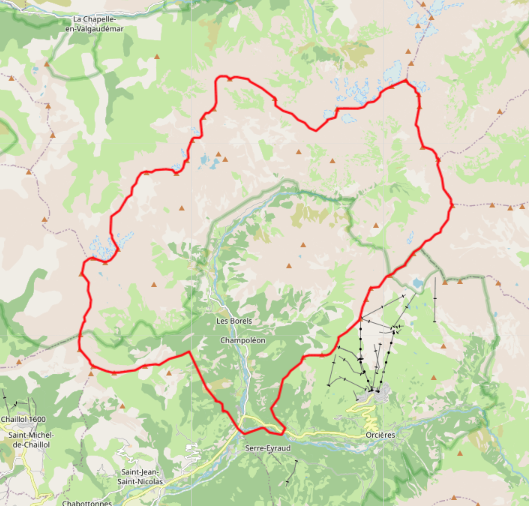
Carte de la commune.

### Localisation
Champoléon est située dans la haute vallée du Champsaur, sur le Drac Blanc, à 23 km de Saint-Bonnet-en-Champsaur.

### Géologie et relief
La vallée de Champoléon est appréciée des randonneurs (GR 54) et est entourée de nombreux sommets dont plusieurs dépassent 3 000 m :

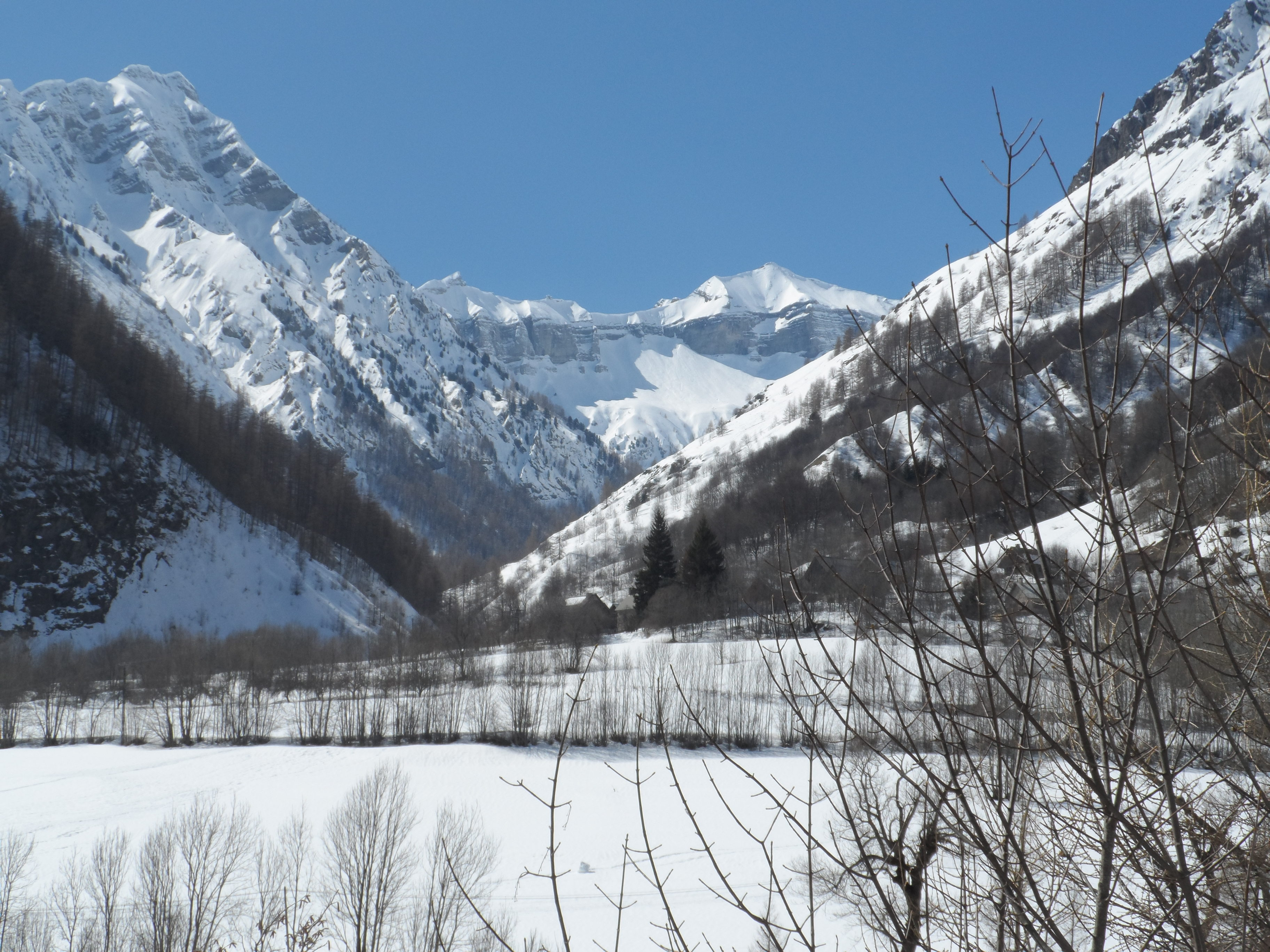
Les Fermonds, la vallée du Tourond et au fond la crête de Soleil-Bœuf.

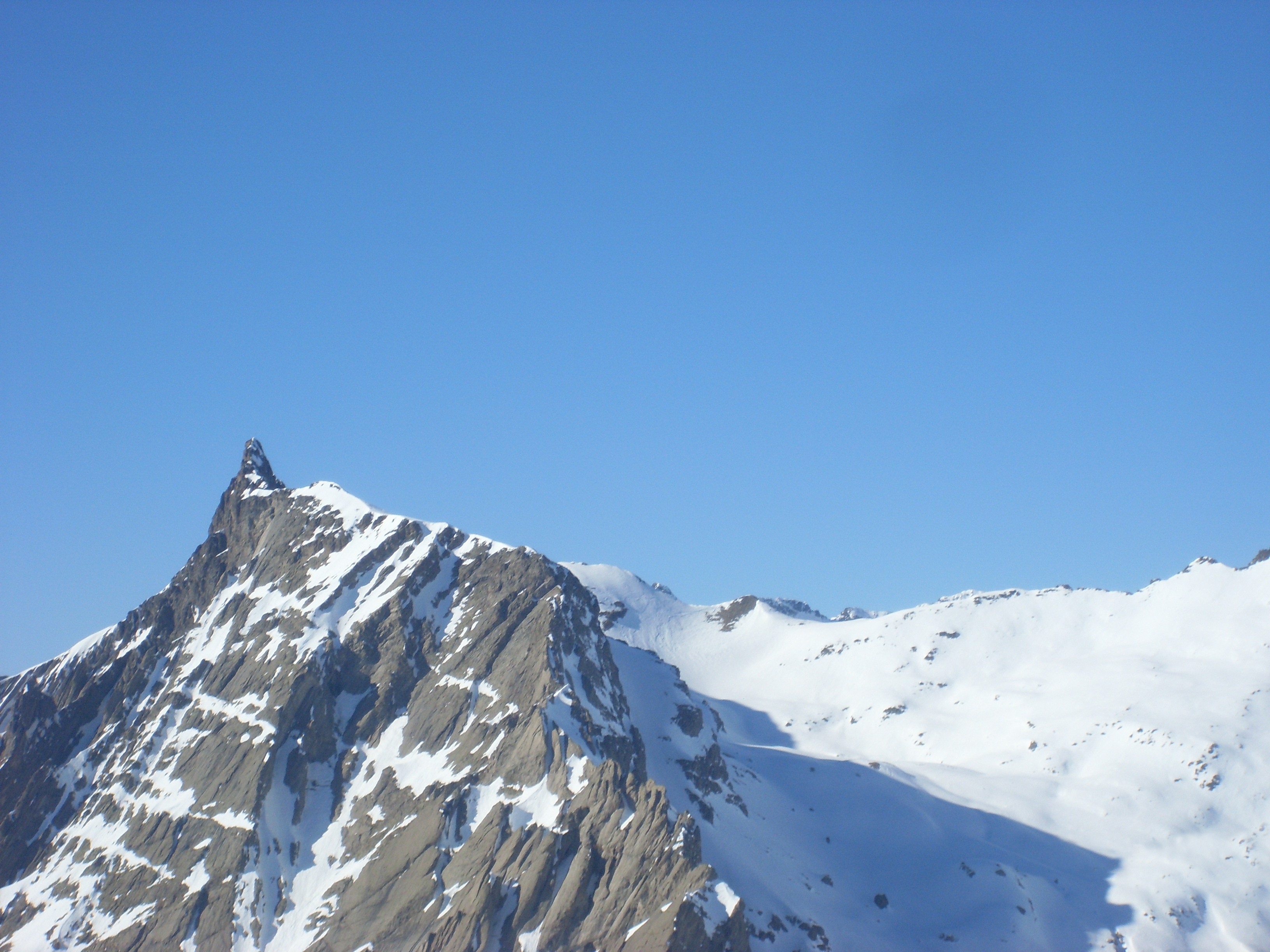
L'aiguille de Cédéra vue du haut des pistes d'Orcières-Merlette.

- 3 441 m le Sirac, point culminant de la vallée du Champsaur.
- 3 328 m pointe de Verdonne
- 3 250 m pointe de Chabournéou
- 3 179 m pointe des Rougnoux
- 3 163 m Vieux Chaillol
- 3 161 m pointe de Chanteloube
- 3 116 m pic de Mal Cros
- 3 101 m pointe des Bouchiers
- 3 086 m pointe des Estaris
- 3 085 m têtes de Malcros
- 3 076 m pic de Parières
- 3 058 m les Choucières Vertes
- 3 058 m aiguille des Espères
- 3 052 m pointe des Moutières
- 2 986 m aiguille de Morges
- 2 985 m pic de la Cavale
- 2 959 m pointe des Rousses
- 2 955 m pic du Mourre la Mine
- 2 953 m sommet de Prelles
- 2 935 m pic de Clapouse
- 2 923 m aiguille Fourchée
- 2 909 m aiguille de Cédéra

### Risques sismiques
Selon le zonage du risque sismique en France en vigueur depuis le 1er mai 2011, la commune de Champoléon est située dans une zone de sismicité moyenne (niveau 3 dans une échelle de 1 à 5).

### Hydrographie
- Cours d'eau principal : le Drac blanc, ou Drac de Champoléon
- Affluents : torrents de Prelles, d'Isora, de Crupillouse (cascade d'Amblard), du Val Estrèche, du Tourond, de Mal Cros, de Méollion, de Rougnoux, de l'Aupette, de la Pierre, combe de la Maison, de Gouiran, de Vallon Plat, de la Combe, du Vallon, combe de Méollion, du Forest, du Champet, des Ariès, des Blancs.
- Ruisseaux : combe de Gourette, combe de Pinier, combe de Bécé, la Broue la combe, combe du Jas de la Selle.
- Lacs : de Crupillouse, de Cédéra.

### Climat
Pour des articles plus généraux, voir Climat de Provence-Alpes-Côte d'Azur et Climat des Hautes-Alpes.
En 2010, le climat de la commune est de type climat de montagne, selon une étude du Centre national de la recherche scientifique s'appuyant sur une série de données couvrant la période 1971-2000. En 2020, Météo-France publie une typologie des climats de la France métropolitaine dans laquelle la commune est exposée à un climat de montagne ou de marges de montagne et est dans la région climatique Alpes du sud, caractérisée par une pluviométrie annuelle de 850 à 1 000 mm, minimale en été.
Pour la période 1971-2000, la température annuelle moyenne est de 7 °C, avec une amplitude thermique annuelle de 17,6 °C. Le cumul annuel moyen de précipitations est de 1 171 mm, avec 8,2 jours de précipitations en janvier et 6,9 jours en juillet. Pour la période 1991-2020, la température moyenne annuelle observée sur la station météorologique de Météo-France la plus proche, « St Jean-St-Nicolas », sur la commune de Saint-Jean-Saint-Nicolas à 6 km à vol d'oiseau, est de 8,8 °C et le cumul annuel moyen de précipitations est de 943,2 mm. 
La température maximale relevée sur cette station est de 34,1 °C, atteinte le 28 juin 2019 ; la température minimale est de −19,7 °C, atteinte le 5 février 2012,,.
Les paramètres climatiques de la commune ont été estimés pour le milieu du siècle (2041-2070) selon différents scénarios d'émission de gaz à effet de serre à partir des nouvelles projections climatiques de référence DRIAS-2020. Ils sont consultables sur un site dédié publié par Météo-France en novembre 2022.

### Voies de communications et transports

#### Voies routières
La route départementale D 944a, embranchement de la D 944 (Gap - Orcières), remonte le vallon de Champoléon depuis le pont de Corbière jusqu'aux Borels. Elle est prolongée en amont par la D 472 jusqu'aux Baumes, puis par une route forestière jusqu'aux Auberts.

#### Transports en commun
- La ligne 524 du réseau régional Zou ! reliant Gap à Orcières a un arrêt au pont de Corbière mais ne pénètre pas dans la vallée de Champoléon.
- Une société privée assure des services saisonniers sur cette même relation (ligne 528).

## Urbanisme

### Typologie
Au 1er janvier 2024, Champoléon est catégorisée commune rurale à habitat très dispersé, selon la nouvelle grille communale de densité à 7 niveaux définie par l'Insee en 2022.
Elle est située hors unité urbaine. Par ailleurs la commune fait partie de l'aire d'attraction de Gap, dont elle est une commune de la couronne,. Cette aire, qui regroupe 73 communes, est catégorisée dans les aires de 50 000 à moins de 200 000 habitants,.

### Occupation des sols

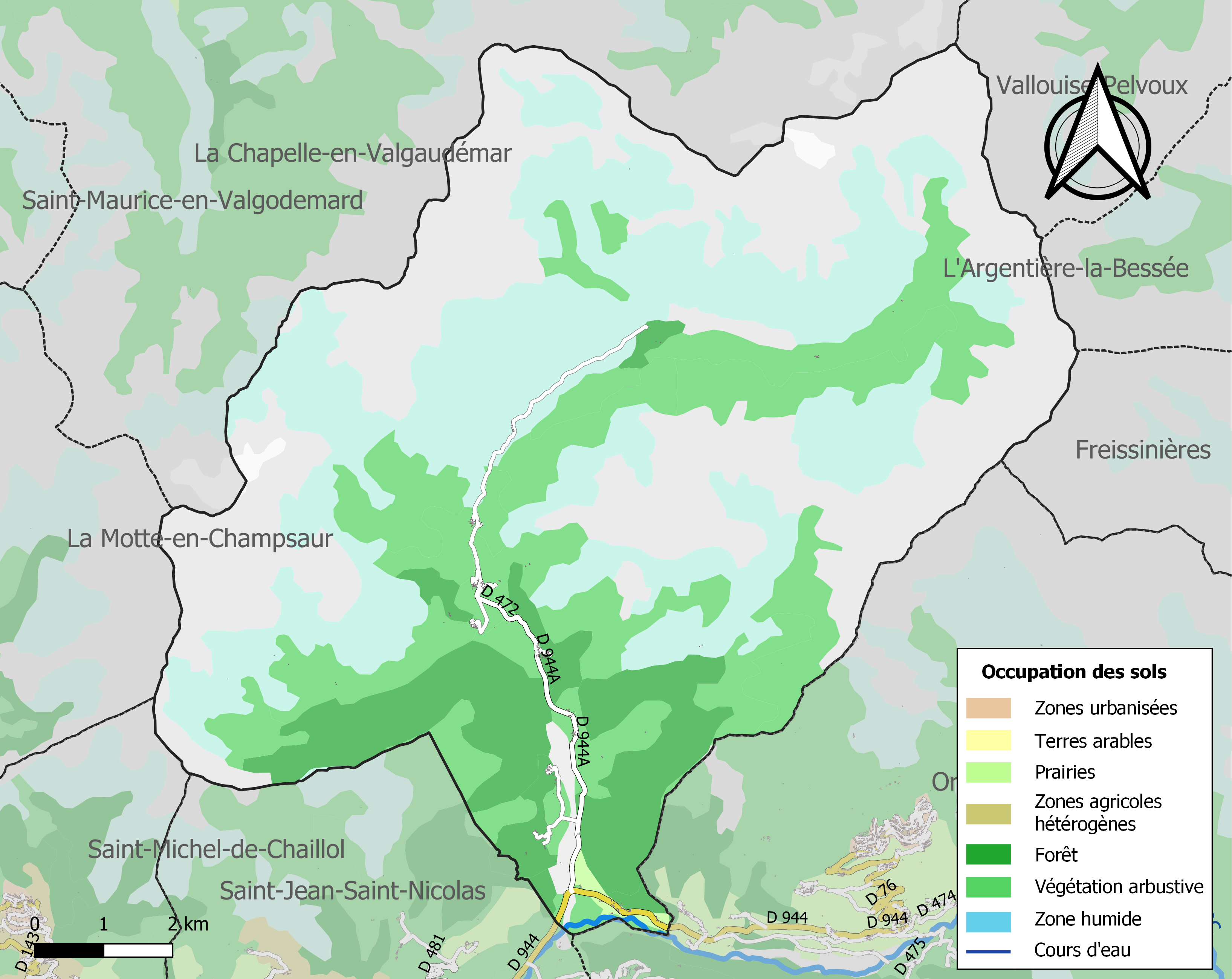
Carte de l'occupation des sols de la commune en 2018 (CLC).

L'occupation des sols de la commune, telle qu'elle ressort de la base de données européenne d’occupation biophysique des sols Corine Land Cover (CLC), est marquée par l'importance des forêts et milieux semi-naturels (99,6 % en 2018), une proportion identique à celle de 1990 (99,6 %). La répartition détaillée en 2018 est la suivante : 
espaces ouverts, sans ou avec peu de végétation (65,5 %), milieux à végétation arbustive et/ou herbacée (23,3 %), forêts (10,9 %), prairies (0,4 %).
L'évolution de l’occupation des sols de la commune et de ses infrastructures peut être observée sur les différentes représentations cartographiques du territoire : la carte de Cassini (XVIIIe siècle), la carte d'état-major (1820-1866) et les cartes ou photos aériennes de l'IGN pour la période actuelle (1950 à aujourd'hui).

### Habitat
La commune est constituée de plusieurs hameaux (énumérés ci-dessous de l'entrée de la vallée vers le fond) :
Laye, les Garnauds, les Eyrauds, les Rolands, les Arieys, les Blancs, le Clapier, les Martins, les Gubias, les Borels (chef-lieu), Méollion, les Fermonds, les Gondoins, le Châtelard, les Baumes, les Clots, les Auberts. Certains sont difficiles d'accès (Méollion, les Clots), ou inhabités (les Auberts).

## Économie

### Agriculture
L'élevage ovin est une activité essentielle à la vie de la vallée. Plusieurs centaines de bêtes sont élevées à la belle saison dans les alpages des hautes vallées affluentes du Drac : vallon de Méollion, du Tourond, de l'Estrèche, etc. Chaque année le 4 octobre, leur retour au village est l'occasion d'une journée festive : la « foire aux tardons ».
Les terres cultivables sont extrêmement réduites, du fait du caractère torrentiel du Drac (cf. la carte d'occupation des sols).

### Tourisme
La situation de Champoléon au sud du Massif des Écrins lui donne un potentiel important en matière de tourisme, notamment de randonnée et d'alpinisme. De nombreuses excursions sont possibles à partir des Borels (vallon de Méouillon), des Gondouins (refuge du Tourond), des Baumes (lacs de Crupillouse), des Auberts (col de Vallompierre), etc. Plusieurs sentiers de grande randonnée traversent la vallée : le GR 50 (Tour du Parc national des Écrins) au sud, le GR 54 (Tour de l'Oisans et des Écrins) au nord, le GR de Pays « Tour du Vieux-Chaillol » dans sa partie centrale. En hiver, la vallée ne propose que quelques itinéraires de ski de fond, qui ne concurrencent nullement les activités nordiques de la station voisine d'Orcières-Merlette.
Bien que située dans la « zone optimale d'adhésion » du Parc national des Écrins, et partiellement incluse dans le cœur du Parc, la commune de Champoléon est l'une des rares communes à n'avoir pas adhéré à la charte du Parc et au projet de territoire associé.
L'équipement d'accueil pour les touristes est limité : un bar-hôtel-restaurant aux Borels, classé Bistrot de Pays, et quelques gîtes.

### Spécialités culinaires
- la Tomme de Champoléon,
- la « Bugne », nom local de l'oreillette,
- le Tardon, viande d'agneau élevé sous la mère dans les alpages du massif[17].

### Commerces et services
Aucun commerce n'est établi sur la commune.

## Toponymie
ChampoléonAttesté sous les formes Campolivus en 1377, Champolinus en 1390, Champolion en 1516, Champolieu en 1557 et Champollion en 1572. Les formes de 1377 et de 1557 sont interprétées[Par qui ?] comme un composées de campus, « champ », et olivus, « olivier ». Les autres formes seraient soit des erreurs de copiste soit des réfections tardives[réf. nécessaire]. Pour André Faure, de l'Espaci Occitan de Gap, l'étymologie de Champoléon viendrait soit du latin Campus Albinus, « Champ blanc », soit de campulionem qui dérive de cumpulus qui signifie « petit champ ».
Comme dans l'ensemble du Champsaur, les noms des hameaux de la commune sont souvent des anthropotoponymes, c'est-à-dire des noms formés à partir des noms patronymiques des habitants du lieu, ou de ceux qui l'ont habité les premiers. Ainsi si les premiers habitants s'appelaient Martin, Aubert ou Blanc, le hameau qu'ils ont créé est baptisé les Martins, les Auberts, ou les Blancs.
(Les) BorelsPatronyme, à l'origine nom de métier : le borel est le bourrelier ; patronyme par ailleurs fréquent en Champsaur.
(Les) GondoinsPatronyme d'origine germanique, dérivé de gund, combat
MéollionEn occitan alpin Meolhon, ou Mevolhon, du latin mediolanus, le « Plan du milieu »
(Les) GarnaudsPatronyme d'origine germanique, dérivé de warin (protection) + waldan (gouverner)
(Les) BaumesDe l'occitan bauma, désignant une grotte ou un abri sous roche
(Les) ClotsL'occitan clot, dérivé du latin clotum, désigne un terrain plat ; toponyme très répandu dans la région, mais ici l'un des seuls de la vallée

## Politique et administration
| Période                                  | Période      | Identité                | Étiquette | Qualité           |
| ---------------------------------------- | ------------ | ----------------------- | --------- | ----------------- |
| Les données manquantes sont à compléter. |              |                         |           |                   |
|                                          |              | Joachim Moynier         |           |                   |
| avant 1988                               | 2001         | Roland Pascal           |           |                   |
| 2001                                     | juillet 2020 | Pierre-Lucien Escallier |           | Retraité agricole |
| juillet 2020                             | En cours     | Jean-Pierre Colle,      |           | Ancien employé    |

### Budget et fiscalité 2017

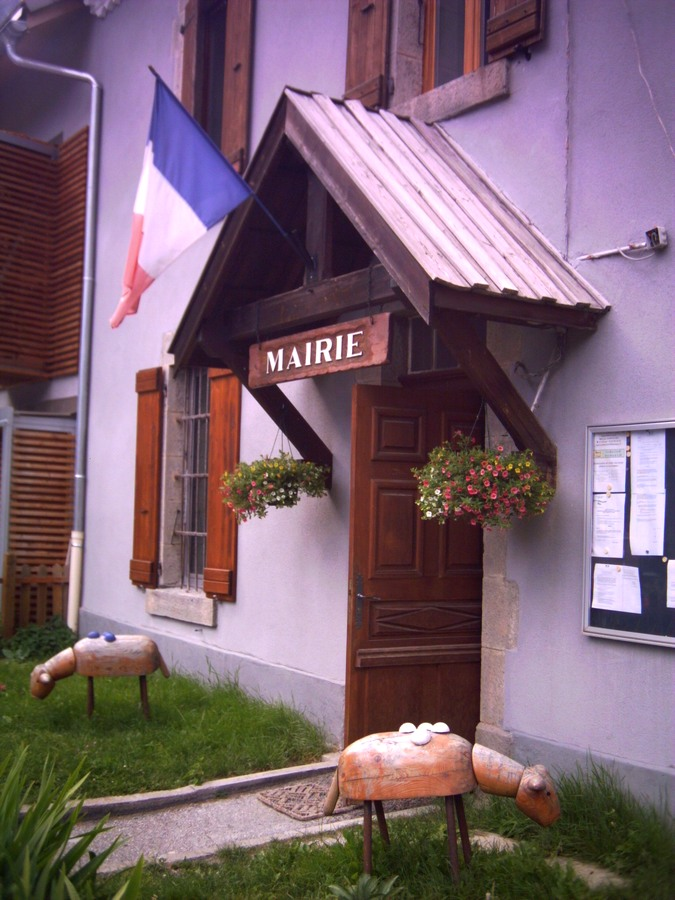
La mairie de Champoléon, au hameau des Borels.

En 2017, le budget de la commune était constitué ainsi :
- total des produits de fonctionnement : 290 000 €, soit 1 971 € par habitant ;
- total des charges de fonctionnement : 125 000 €, soit 849 € par habitant ;
- total des ressources d'investissement : 128 000 €, soit 871 € par habitant ;
- total des emplois d'investissement : 106 000 €, soit 724 € par habitant ;
- endettement : 70 000 €, soit 479 € par habitant.

Avec les taux de fiscalité suivants :
- taxe d'habitation : 12,82 % ;
- taxe foncière sur les propriétés bâties : 12,39 % ;
- taxe foncière sur les propriétés non bâties : 89,79 % ;
- taxe additionnelle à la taxe foncière sur les propriétés non bâties : 96,83 % ;
- cotisation foncière des entreprises : 22,43 %.

Chiffres clés Revenus et pauvreté des ménages en 2015 : médiane en 2015 du revenu disponible, par unité de consommation : 16 153 €.

### Intercommunalité
La commune de Champoléon est membre de la communauté de communes Champsaur-Valgaudemar, qui regroupe depuis le 1er janvier 2017 les 25 communes du Champsaur et du Valgaudemar, et dont le siège est à Saint-Bonnet-en-Champsaur. Selon les statuts de la communauté de communes, la commune de Champoléon dispose d'un siège au conseil de communauté, occupé par le maire de la commune en vertu des dispositions réglementant les établissements publics de coopération intercommunale.

## Population et société

### Démographie

#### Évolution démographique
L'évolution du nombre d'habitants est connue à travers les recensements de la population effectués dans la commune depuis 1793. Pour les communes de moins de 10 000 habitants, une enquête de recensement portant sur toute la population est réalisée tous les cinq ans, les populations de référence des années intermédiaires étant quant à elles estimées par interpolation ou extrapolation. Pour la commune, le premier recensement exhaustif entrant dans le cadre du nouveau dispositif a été réalisé en 2008.

En 2022, la commune comptait 139 habitants, en évolution de −3,47 % par rapport à 2016 (Hautes-Alpes : +0,4 %, France hors Mayotte : +2,11 %).
| 1793 | 1800 | 1806 | 1821 | 1831 | 1836 | 1841 | 1846 | 1851 |
| ---- | ---- | ---- | ---- | ---- | ---- | ---- | ---- | ---- |
| 552  | 426  | 576  | 465  | 691  | 714  | 714  | 702  | 722  |

| 1856 | 1861 | 1866 | 1872 | 1876 | 1881 | 1886 | 1891 | 1896 |
| ---- | ---- | ---- | ---- | ---- | ---- | ---- | ---- | ---- |
| 713  | 722  | 770  | 656  | 594  | 563  | 560  | 560  | 554  |

| 1901 | 1906 | 1911 | 1921 | 1926 | 1931 | 1936 | 1946 | 1954 |
| ---- | ---- | ---- | ---- | ---- | ---- | ---- | ---- | ---- |
| 510  | 534  | 505  | 456  | 402  | 344  | 282  | 246  | 216  |

| 1962 | 1968 | 1975 | 1982 | 1990 | 1999 | 2006 | 2008 | 2013 |
| ---- | ---- | ---- | ---- | ---- | ---- | ---- | ---- | ---- |
| 193  | 135  | 110  | 116  | 102  | 113  | 122  | 125  | 140  |

| 2018 | 2022 | - | - | - | - | - | - | - |
| ---- | ---- | - | - | - | - | - | - | - |
| 136  | 139  | - | - | - | - | - | - | - |

### Enseignement
La commune relève de l'académie d'Aix-Marseille.
Établissements d'enseignements :
- Écoles maternelles et primaires à Orcières et à Pont-du-Fossé ;
- Collège Vivian-Maier à Saint-Bonnet-en-Champsaur ;
- Lycée d'enseignement professionnel Pierre-et-Louis-Poutrain (métiers du bois) à Saint-Jean-Saint-Nicolas, plusieurs lycées d'enseignement général, professionnel et agricole à Gap.

En 2020, 32 enfants de Champoléon étaient scolarisés dans l'un de ces établissements.

### Santé
Professionnels et établissements de santé :
- Infirmiers, médecins et pharmaciens à Orcières et à Pont-du-Fossé ;
- Centre de santé pluridisciplinaire à Saint-Bonnet-en-Champsaur ;
- Hôpital à Gap.

### Cultes
- Culte catholique : Champoléon fait partie de la paroisse Saint-Joseph du Haut-Champsaur, dont le siège est à Pont-du-Fossé[32], diocèse de Gap et Embrun. En temps ordinaire, aucun culte n'est célébré en l'église de Champoléon.

## Culture locale et patrimoine

### Lieux et monuments

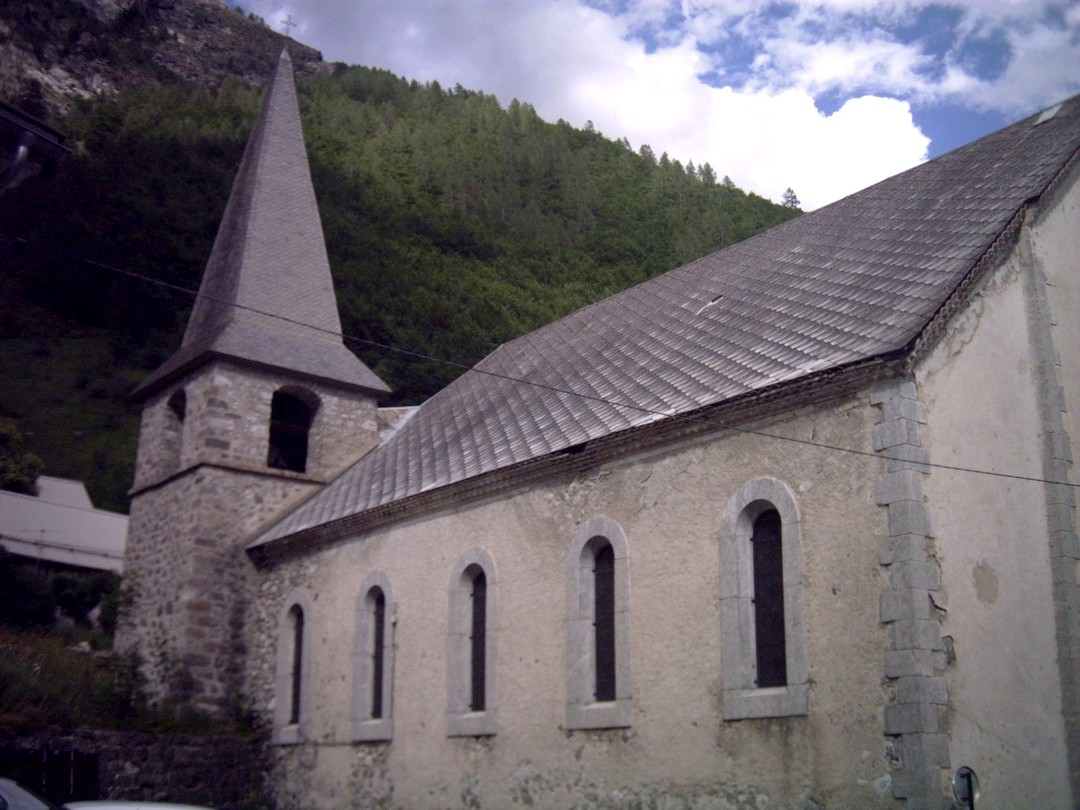
L'église Saint-Vincent.
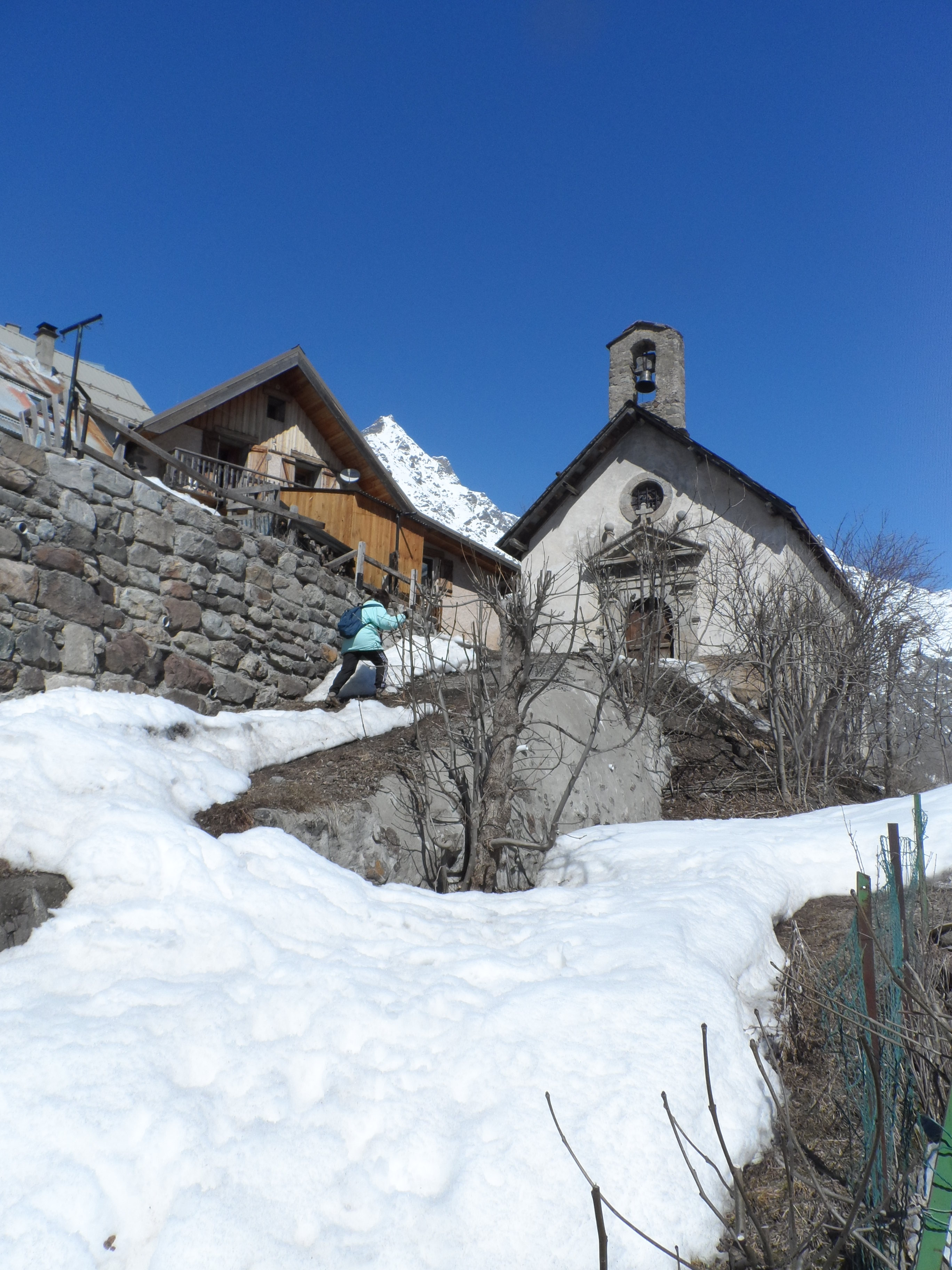
Chapelle des Gondoins.
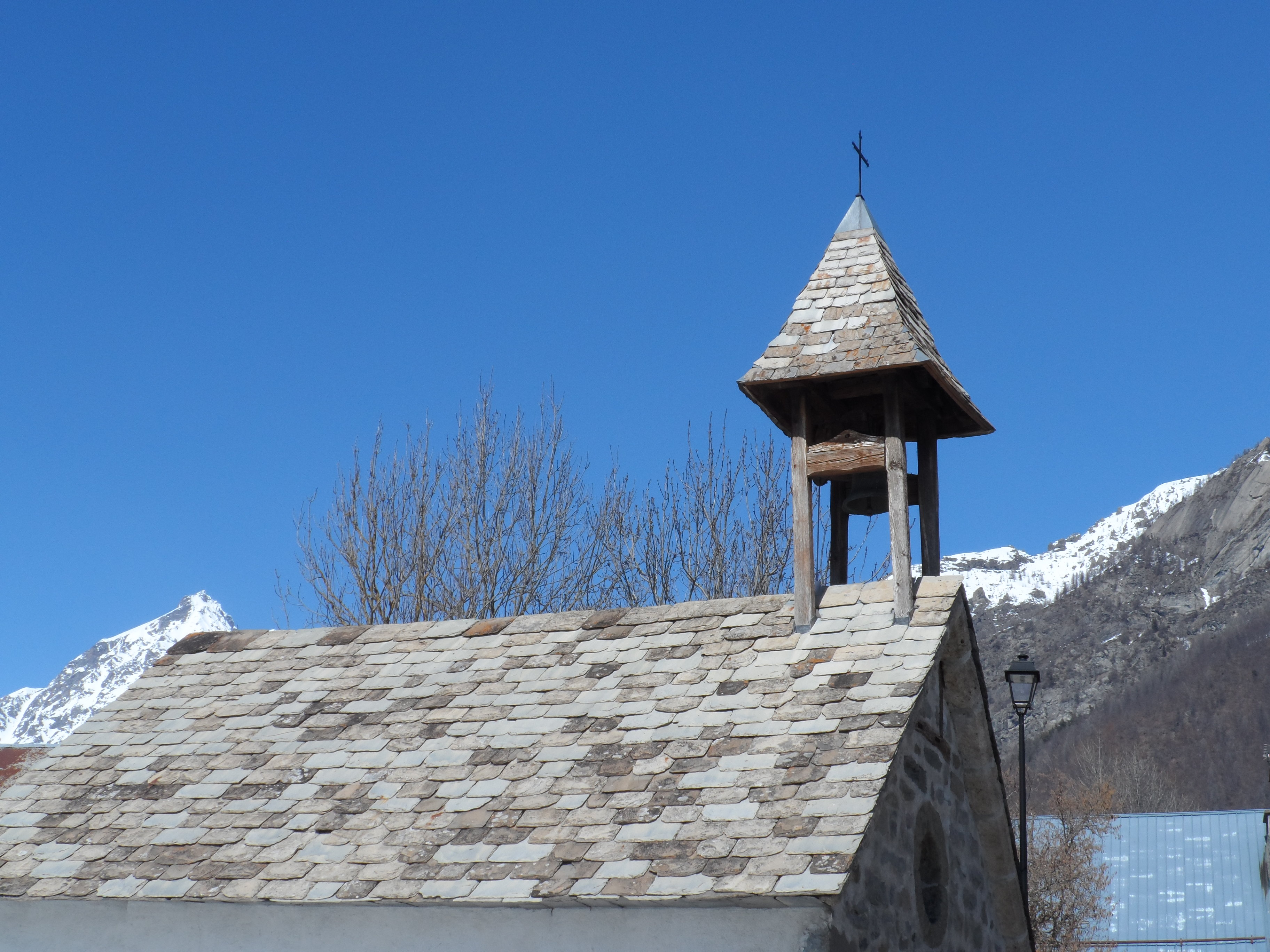
Chapelle des Martins.
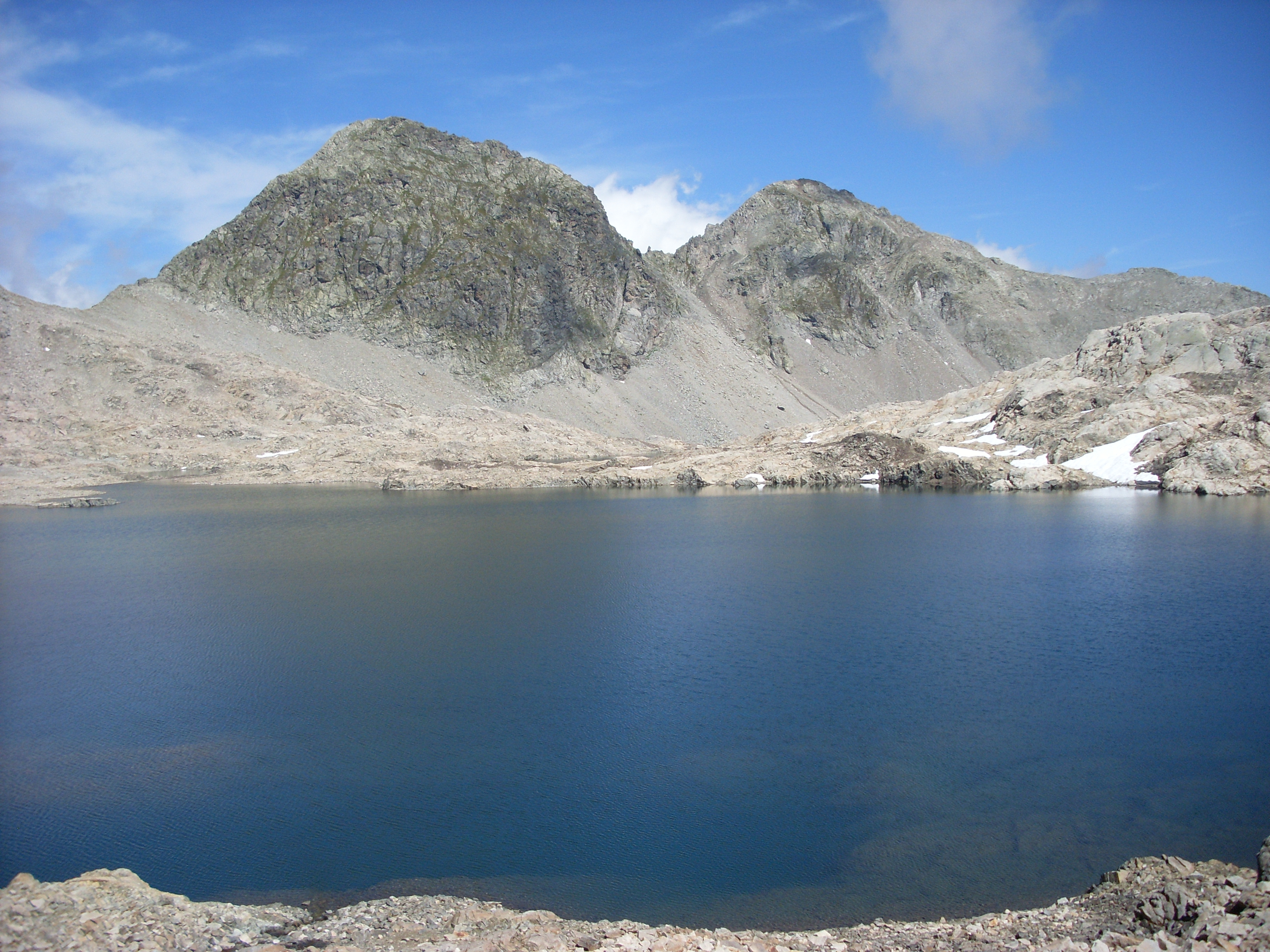
Lac supérieur de Crupillouse (été 2010).

À l'entrée de la vallée, un berger et son chien sculptés dans le bois accueillent le visiteur. Un peu plus loin, aux Gubias, c'est un mouton grand format qui prend le relai. En continuant à  remonter le Drac, on trouve :
- La maison du berger, centre d'interprétation des cultures pastorales alpines, aux Borels, partenaire de l'écomusée éclaté du Champsaur.
- L'église Saint-Vincent, aux Borels.
- Trois Chapelles montagnardes :
  - Chapelle des Fermons[34].
  - Chapelle Saint-Jean-Baptiste des Gondouins.
  - Chapelle Notre-Dame des Martins.
  - Chapelle des Dix-Mille-Martyrs de Laye.
  - Chapelle Notre-Dame-du-Serre du Châtelard.
- Monument aux morts et Stèle commémorative, près de la mairie, aux Borels[35],[36],[37].
- 5 Tables d'interprétation : aux Martins, aux Borels, au Pont du Brout, aux Baumes et aux Auberts. Tables retracent l'histoire et la géographie du lieu, mises en place en 2012 et illustrées par Christophe Galleron[38].
- Le rocher des Baumes, bloc rocheux planté au bord de la route au hameau des Baumes.
- Le pont des Baumes, rare exemplaire de pont en bois à structure en treillis, franchisant le Drac.
- La cascade d'Amblard, sur le torrent de Crupillouse, au-dessus des Clots.
- Les lacs de Crupillouse (alt. 2 650 m) : le site, situé au centre d'un cirque naturel, avait été pressenti pour la création d'un lac artificiel et de production électrique. Le projet n'a pas eu de suite.

### Personnalités liées à la commune
- Jean-Pierre Deffontaines (1933-2006), géographe, directeur de recherche à l'Institut national de la recherche agronomique (INRA)[39].

### Héraldique
| Blason de Champoléon | Blason  | Parti : au 1er de sinople au mouton paissant d'argent, au 2e d'or au dauphin d'azur, crêté, barbé, lorré, peautré et oreillé de gueules au chef d'azur à la montagne de sept pics d'argent, chargée de l'inscription « Champoléon » en lettres de sable. |
| Blason de Champoléon | Détails | Création de Jean-François Binon. Le statut officiel du blason reste à déterminer. |